# Probioticum
Een probioticum is een voedingsmiddel met micro-organismen waaraan een gezondheidsbevorderende werking wordt toegeschreven.

## Definitie

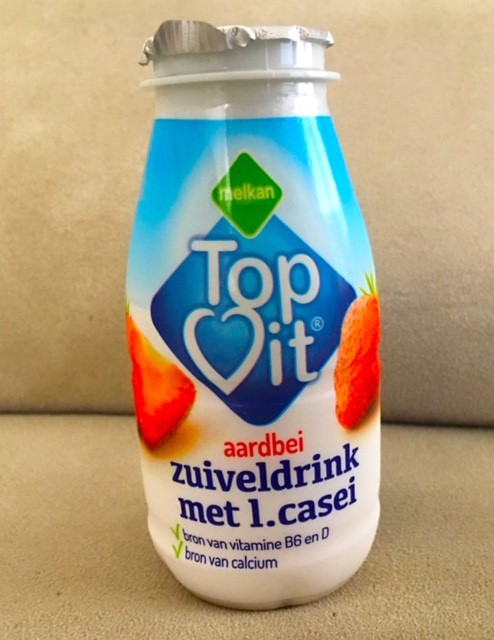
Een probiotisch drankje met L. casei

De naam 'probioticum' is samengesteld uit het Latijnse pro, oftewel 'voor', en het Griekse bios, oftewel 'leven'.
De term 'probiotics' is voor het eerst gebruikt in 1953. Probiotica werden toen gedefinieerd als microbiële factoren die de groei van andere micro-organismen bevorderen.
In 1989 introduceerde Roy Fuller een definitie die sindsdien veelgebruikt is: "Een probioticum is een levend microbiologisch voedingssupplement, dat de gezondheid van de gastheer mogelijk bevordert, door het microbiële evenwicht in de darm te verbeteren." Fullers definitie onderstreept de eis van levensvatbaarheid voor probiotica en introduceert het aspect van een gunstig effect op de gastheer.
De door de Wereldgezondheidsorganisatie en de Voedsel- en Landbouworganisatie in 2002 vastgelegde definitie wordt inmiddels algemeen geaccepteerd als de definitie van een probioticum: "Levende micro-organismen, die wanneer in voldoende hoeveelheden toegediend, een gunstig effect hebben op de gastheer."
Beide definities zijn het erover eens dat het gaat om goed gedefinieerde levende micro-organismen (meestal zijn dit bacteriën) en dat er een duidelijk beschreven en gedocumenteerd gezondheidseffect moet bestaan bij bepaalde aandoeningen.
Door de levensmiddelindustrie worden probiotica aanbevolen voor de algemene gezondheid, verbetering van de 'weerstand' en dergelijke. Deze claims berusten zelden op een wetenschappelijke basis.
Een onderzoek door wetenschappers van het University College Cork en de McMaster-universiteit uit Ontario toonde in 2011 aan dat sommige probiotica (ook wel 'psychobiotica' genoemd) invloed hebben op de 'emotionele hersenen' van proefdieren, en zo ook op hun gedrag. Psychiater Lukas Van Oudenhove van de Katholieke Universiteit Leuven kreeg in 2021 een Europese subsidie om onderzoek te doen naar de invloed van de darmflora op het mentale welzijn van de mens.

## Stammen of soorten
De meest gebruikte probiotica zijn melkzuurbacteriën van de geslachten Lactobacillus en Bifidobacterium, maar ook van bepaalde andere soorten bacteriën en gisten zijn probiotische stammen bekend.
Enkele soorten, waarvan probiotische stammen bekend zijn:
- Bifidobacterium bifidum
- Bifidobacterium breve
- Bifidobacterium infantis
- Bifidobacterium longum
- Lactobacillus acidophilus
- Lactobacillus casei
- Lactococcus lactis
- Lactobacillus plantarum
- Lactobacillus rhamnosus
- Saccharomyces boulardii, een gist
- Escherichia coli

In de wetenschappelijke literatuur worden enkele tientallen stammen als probiotisch aangemerkt.
Andere soorten die veelvuldig gebruikt worden, maar geen probiotica zijn
- Streptococcus salivarius ssp thermophilus, een yoghurtbacterie
- Lactobacillus delbrueckii ssp bulgaricus, een yoghurtbacterie

Deze soorten worden vooral toegevoegd vanwege de smaak en aroma-eigenschappen.

## Doel en werking
Probiotische bacteriën kunnen worden ingezet om de van nature voorkomende bacterieflora in het lichaam te beïnvloeden.
Ze gelden niet als geneesmiddel en worden hoofdzakelijk door voedingsdeskundigen voorgeschreven na een antibioticumkuur of als een onderdeel bij de behandeling van de schimmelinfectie candidose.
Recentelijk is vastgesteld dat probiotica het immuunsysteem in de darm kunnen prikkelen.
De theorie achter het gebruik is dat de flora verstoord kan raken waardoor schadelijke micro-organismen een kans krijgen zich uit te breiden en ziekte te veroorzaken. Onduidelijk is of de flora, die uit vele soorten micro-organismen bestaat, hersteld kan worden door het toevoegen van een bepaald organisme.

## Behandeling alvleesklierontsteking
De PROPATRIA-studie in Nederlandse ziekenhuizen in de periode 2004-2007 is een onderzoek naar de werking van probiotica bij patiënten met een acute alvleesklierontsteking. Dit ernstige ziektebeeld heeft aanzienlijke sterftekans. Gedurende het onderzoek bleek in de groep die met probiotica werd behandeld de sterfte onverwacht aanzienlijk hoger dan in de placebogroep. Bij eerdere onderzoeken leek er juist een positief effect op te treden, en ook in proefdieronderzoek was dit het geval. De toediening van probiotica bij de PROPATRIA-studie vond plaats direct in het darmkanaal. De resultaten van het onderzoek werden in 2008 gepubliceerd in het wetenschappelijk tijdschrift The Lancet. 
Uit het onderzoek onder 296 patiënten met een acute alvleesklierontsteking bleek dat in de groep die probiotica ontving, 24 patiënten overleden waren. In de controlegroep waren dat er negen. De sterfte in de probiotica-groep was dus 150% hoger. Een statistische toets (Fisher exact) wijst uit dat de kans om dit verschil bij toeval te vinden kleiner is dan 1 op 300 (p=0.0029). Het is, met andere woorden, te verwachten dat herhaaldelijk uitvoeren van het bovenstaande onderzoek zou leiden tot gelijkstemmende resultaten.

## Risicobeoordeling
In 2009 bevestigde het Bureau Risicobeoordeling & Onderzoek (BuRo) van de Nederlandse Voedsel- en Warenautoriteit (NVWA) dat voedingsmiddelen met probiotica geen risico zijn voor consumenten. Het bureau Risicobeoordeling deed literatuuronderzoek naar de mogelijke risico’s van probiotica in voedingsmiddelen. Aanleiding voor het onderzoek was de negatieve uitkomst van de medische toepassing van probiotica bij patiënten met acute alvleesklierontsteking in 2008.
In het onderzoek is ook gekeken naar de risico’s van probiotica in voedingsmiddelen bij kwetsbare groepen. Er is geen reden om aan te nemen dat probiotica onveilig zijn voor gezonde ouderen, zwangere vrouwen en zuigelingen. Het bureau Risicobeoordeling adviseert wel om nog nader onderzoek te doen naar eventuele risico’s bij zwangere vrouwen en zuigelingen. Mensen met een sterk verminderde werking van het immuunsysteem of ernstige darmziekten wordt aangeraden eerst hun behandelende arts te raadplegen voordat zij probiotica gebruiken.
Veiligheidsbeoordeling: Probiotica zijn bacteriestammen. Elke stam heeft bepaalde eigenschappen. Nieuwe inzichten geven aan dat de werking per stam kan verschillen. Daarom adviseert het bureau Risicobeoordeling dat er voor nieuw geïntroduceerde stammen een systematische veiligheidsbeoordeling moet komen conform de daarvoor bestaande verordeningen.

## Producten
De meest voorkomende soorten probiotica zijn zuivelproducten en met probiotica verrijkt voedsel. Ook zijn er producten beschikbaar met gevriesdroogde bacteriën in de vorm van pillen en tabletten. Goede probiotica zijn maagzuur- en galresistent en kunnen lichaamssappen zoals het maagzuur overleven. De consumentenbond heeft in 2001 en 2006 een groot aantal commercieel verkrijgbare probiotische producten (zowel zuivel als preparaten) onderzocht op de aanwezigheid van levende bacteriën. Slechts enkele producten bevatten voldoende levende bacteriën en dit waren voornamelijk de zuivelproducten: Yakult, Actimel, Vifit en Biotic en een paar preparaten van Orthica.
De International Scientific Association for Probiotics and Prebiotics hebben richtlijnen ontwikkeld om een goed probioticum te kunnen herkennen.
Yoghurt, komboecha, zuurkool, kimchi en salami bevatten van nature melkzuurbacteriën, maar worden niet beschouwd als probiotica, omdat de werking niet bekend en/of onderbouwd is.

### Actimel
De geclaimde verhoging van de weerstand door het gebruik van het Danone product Actimel blijkt niet te berusten op wetenschappelijk bewijs. Inmiddels heeft Danone in de Verenigde Staten een schikking van 35 miljoen euro getroffen met de consumenten. Danone heeft ook de door haar bij de Europese Autoriteit voor voedselveiligheid ingediende gezondheidsclaims met betrekking tot zowel Actimel als Activia ingetrokken. In Nederland heeft Danone voor Actimel van de consumentenorganisatie Foodwatch in 2010 het Gouden Windei gekregen voor de meest misleidende marketing. In Engeland moet Danone van de Engelse reclamecodecommissie de claim intrekken dat Actimel de natuurlijke weerstand van kinderen verbetert. Ook in Frankrijk is de belofte over 'een betere weerstand' aangepast.

## Niet te verwarren met prebiotica
Prebiotica zijn niet-verteerbare voedingsvezels die bacteriën in de darm gunstig kunnen beïnvloeden.